# Carlo Galli da Bibiena

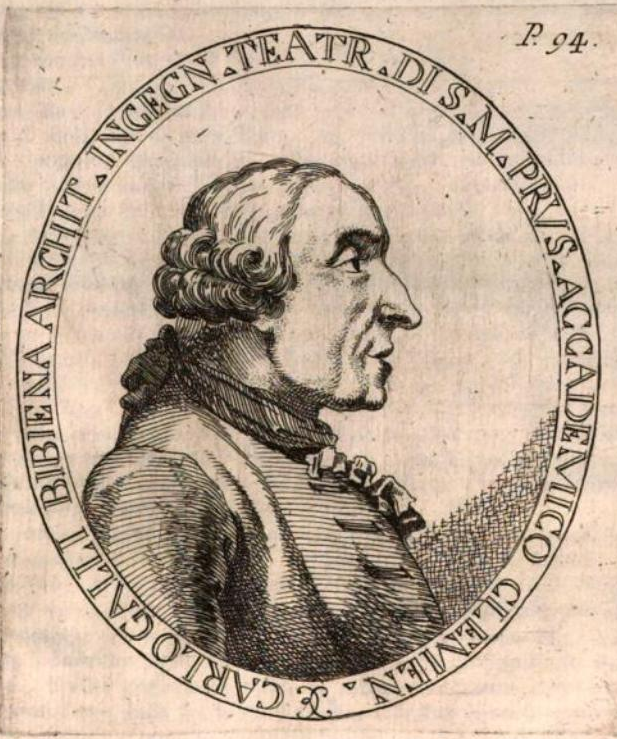
Carlo Ignazio Galli da Bibiena (1769)

Carlo Ignazio Galli da Bibiena (getauft 8. Februar 1721 in Wien; † 1787 in Florenz) war ein italienischer Dekorations- und Theatermaler des Spätbarock.
Carlo wurde in Wien als Sohn von Giuseppe Galli da Bibiena (1696–1757) geboren. 1746 berief ihn der Markgraf Friedrich III. nach Bayreuth, wo er zusammen mit seinem Vater Giuseppe die Innenausstattungen des neuerbauten Theaters gestaltete. Für die Opern von Wilhelmine von Bayreuth schuf er Bühnenbilder, z. B. für L’Huomo 1754. Ab 1753 war Carlo Galli als Theaterdekorateur in München angestellt. Ab 1756 unternahm er zahlreiche Reisen und wirkte dabei in vielen weiteren europäischen Barocktheatern in Berlin, Braunschweig, Frankreich, Holland, London, Neapel, Rom und Sankt Petersburg. So war er von 1763 bis 1766 am Hof Friedrichs des Großen für das Opernhaus in Berlin tätig, hielt sich von 1770 bis 1772 in Nancy und Neapel auf und unternahm eine weitere große Reise, die ihn an den Schwedischen Hof (Drottningholm) und nach Russland an den Hof Katharinas der Großen führte. 1778 kehrte er nach Neapel zurück.